# Norev
Norev is een Franse modelautofabrikant. Aanvankelijk produceerde men alleen kunststof 1:43- en 1:86-modellen. Later zouden daar ook metalen 1:87- en 1:66-modellen bij komen.

## Geschiedenis
Volgens de officiële website werd Norev in 1946 opgericht door de gebroeders Véron, in de buitenwijk Villeurbanne, in de buurt van Lyon. Norev is de achterstevoren gespelde familienaam. In 1953, na de eerste plastic speelgoedbeurs in Oyonnax, begon Joseph Véron het nieuwe plastic 'Rhodialite' te gebruiken voor een reeks speelgoed. Het eerste product van het bedrijf was een kleine blikken garage met verschillende plastic auto's in een schaal van ongeveer 1:87. Andere producten aan het begin van het bedrijf waren speelgoedhorloges, miniatuur naaimachines, een voedingsset voor poppen en ander plastic speelgoed voor baby's.

### 1:43 en 1:86

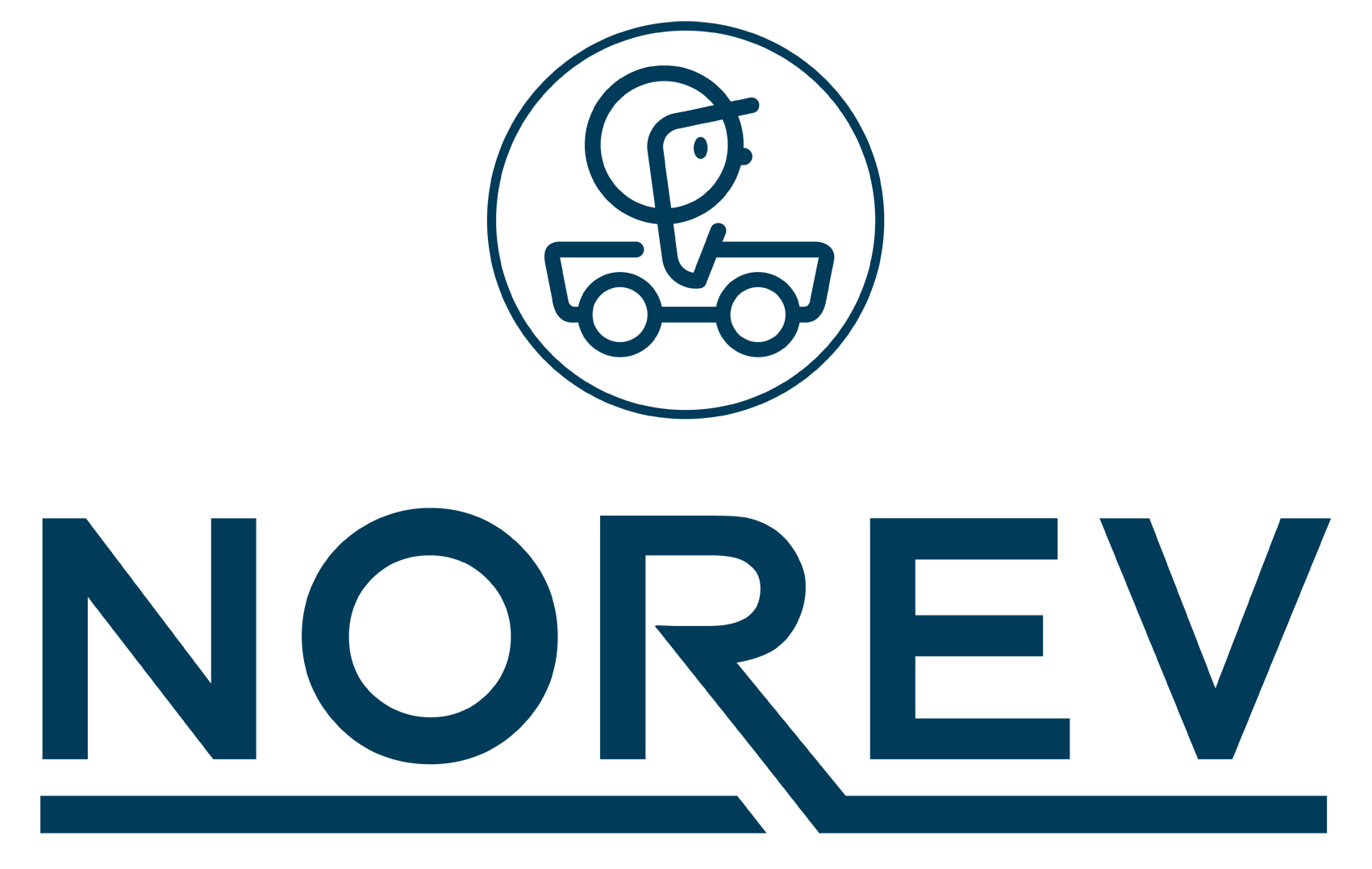
Norev logo 2020 www.norev.com

De 1:43- en 1:86-modellen zijn altijd voornamelijk Frans geweest. In 1953 kwam het eerste model op de markt, een Simca 9 Aronde. Ondanks de concurrentie met Dinky Toys wist het merk zich redelijk te handhaven. Door zich te concentreren op Franse merken wist Norev lange tijd een niche te bedienen. Later sloot men contracten af met fabrikanten als Volkswagen, Citroën, Peugeot, Volvo en Renault voor het leveren van modellen.
De eerste serie (1:43) omvatte tot 1956 twaalf modellen, zonder interieur en ruitjes, en met rode kunststof wieltjes met witte bandjes. Ook werden modellen gepresenteerd met een frictiemotor. Deze modellen waren te herkennen aan zwarte bandjes rond de wieltjes. 

De 1:86-modellen waren meestal een twee maal verkleinde uitvoering van de bestaande 1:43-modellen, maar sommige ervan waren alleen in die schaal verkrijgbaar. Zij werden gepresenteerd in de serie Micro Miniatures Norev. Alle modellen uit deze periode werden geleverd in kartonnen doosjes, uitgevoerd als verpakkingskrat, met daarop de afbeelding en technische gegevens van het desbetreffende model.
Voor alle modellen gebruikte men Rhodialite, dat tevens werd vermeld op een bij het product gevoegd papieren label met de opdruk 'Legerete, Solidite, Fidelite' (licht, solide, sterk). Later bleek, dat modellen die uit deze kunststof waren vervaardigd, in de loop der jaren konden kromtrekken.
Eerste twaalf modellen, 1:43 (tussen haakjes de Norev-benaming, gevolgd door het productnummer)
- Simca 9 Aronde (Simca 9 Aronde, no. 1)
- Ford Vedette (Ford Vedette 54, no. 2)
- Citroën 15-Six Familiale (Citroën 15-six Famle, no. 3)
- Panhard Dyna (Dyna 55, no. 4)
- Renault 4CV (4CV Renault, no. 5)
- Simca Versailles (Simca Versailles, no. 6)
- Simca Trianon (Simca Trianon, no. 7)
- Peugeot 203C (203 Peugeot, no. 8)
- Peugeot 403 (403 Peugeot, no. 9)
- Citroën DS 19 (Citroën DS 19, no. 10)
- Renault Fregate (Frégate Renault, no. 11)
- Renault Fregate Amiral (Frégate Amiral, no. 11bis)

Na 1956 volgde een uitbreiding naar 21 modellen:
- Mercedes-Benz W196 (Mercedes (Compétition), no. 12)
- Renault Dauphine (Renault Dauphine, no. 13)
- Ford Vedette Ambulance (Ford Vedette Ambulance, 14)
- Citroën 15-Six politie (Citroën Police, no. 15)
- Citroën 2CV Commerciale (Citroën 2CV Commerciale, no. 16)
- Jaguar MK I 2.4Litre (Jaguar 2L 400, no. 17)
- Simca Aronde Plein Ciel (Simca Plein Ciel, no. 18)
- Simca Aronde Oceane (Simca Océane, no. 19)
- Maserati Sport 150/S (Maserati Sport 150/S, no. 20)
- Porsche 365 Carrera (Porsche Carrera, no. 21)

Een nog verdere uitbreiding volgde naar meer dan 96 modellen tot 1964, waarbij de personenautomodellen waren uitgevoerd met gekleurd interieur en chroomkleurige wielen met zwarte banden met witte sierranden. Ook werd servobesturing geïntroduceerd, evenals te openen voorportieren, motorkap, achterklep, schuifdak en bij de busjes te openen schuifdeur en achterdeurtjes. Deze busjes hadden grijze wieltjes. Ook de verpakkingen werden aangepast met een bedrukte kartonnen voet, waarop het model werd geplaatst en waarover het geheel een doorzichtige plastic kap kwam.
 Ook grote vrachtwagenmodellen volgde, zoals een Berliet TBO 15 autotransporter en een Berliet TBO 15 met een erop gemonteerde graafmachine.

### 1:66
Eind jaren zeventig werd de failliete boedel van het Duitse merk Schuco overgenomen. Met de mallen werd onder de naam Norev Minijet de modellen opnieuw uitgebracht. Later heeft Norev ook eigen modellen uitgebracht. De modellen uit deze periode:
- Alfa Romeo: 6
- BMW: 633i
- Citroën: Dyane, DS, GS, CX, Visa, BX,
- FIAT: Ritmo, 131
- Ford: Escort, Mustang
- Ligier: JS2
- Maserati: Boomerang
- Matra: Bagheera
- Mercedes-Benz: 280SE Ambulance
- NSU/Bertone: Trapeze
- Peugeot: 305SR, 505SR, 504, 604
- Renault: 12, 4, 5, 9, 14, 18, 30 TS, Fuego
- Simca: Horizon, 1308
- Talbot: Horizon, 1510, Solara
- Volkswagen: Golf
- Volvo: 264

### 1:50 (3-inch)
Rond de eeuwwisseling werd de merknaam Minijet weer ingevoerd, dit keer voor een volledig nieuwe serie modellen. Deze modellen lijken voornamelijk in opdracht van autofabrikanten te worden uitgevoerd. Van de volgende merken zijn modellen uitgebracht:
- Alpine: A110
- Audi: A3, A4 Avant, A4 cabriolet, A8, R8 Le Mans
- BMW: 545i, Z4, X3
- Chevrolet: Lacetti WTCC
- Citroën: 2CV, Méhari, DS, Traction Avant, C1, C2, C2 Super 1600, C3, C3 Pluriel, C3 Picasso, C3 (2009), C3 Aircross, Xsara WRC, Xsara Picasso, C-Elysée, DS3, C4 Berline, C4 Coupé, C4 Picasso (5- en 7-zits), C4 WRC, C5, C5 Break, C5 (2008), C5 Tourer (2008), C5 Aircross, C6, C8, C-Crosser, DS6 Crossback, Berlingo, Berlingo (2008), Jumpy, Jumper, C-Metisse Concept, GTbyCitroen
- Dacia: Logan sedan, Logan MCV, Duster
- FIAT: 500 (2007), Ducato
- Ford: StreetKa
- Lancia: Ypsilon, Musa, Delta (2008)
- Mercedes-Benz: B-klasse, E320, C230 kompressor, ML-klasse, SL500, C-klasse DTM
- Mini: Cooper S (2001), Cooper (2007), Cooper S (2007)
- Mitsubishi: Pajero Evo
- Nissan: 350Z
- Opel: Tigra, Corsa 3d, Corsa 5d, Corsa OPC, Insignia, Antara, Combo, Vivaro, Movano
- Peugeot: 107, 108, 1007, 205 gti, 206, 206 CC, 206 WRC (2 versies), 207, 207 (2009), 207 CC, 207 CC (2009), 208, 208 (2020), 301, 307, 307 CC, 307 WRC, 307 (2005), 307 CC (2005), 307 SW (2005), 308, 308 CC, 308 RCZ, RCZ, 3008, 404, 407, 407 SW, 407 Elixir, 407 Silhouette, 407 Coupé, 508, 508 SW, 4007, 5008, 807, Bipper, Partner, Partner (2008), Expert, Boxer, 907, 908 HDi FAP Le Mans (2007), 908 HDi FAP Le Mans (2008), 908HY, 908 RC, Hoggar, H2O, 4002, RC, RC HYbrid4, BB1
- Porsche: 996, 997, Boxster, Boxster (2006), Cayenne
- Renault: 4, 4CV, 5 Turbo, 8 Gordini, Dauphine, Twingo, Twingo (2007), Twingo GT (2007), Twingo RenaultSport (2007), Wind (2010), Clio, Clio V6, Clio Super 1600, Clio O&M, Clio (2006), Clio Sport (2006), Clio Estate (2008), Thalia/Symbol, Modus, Grand Modus, Mégane, Mégane Sport, Mégane CC, Mégane (2005), Mégane CC (2005), Mégane Trophy, Megane (2008), Megane Coupe (2008), Megane Estate (2009), Megane Trophy (2009), Laguna, Laguna Grandtour, Laguna (2005), Laguna Grandtour (2005), Laguna (2007), Laguna Estate (2007), Laguna Coupe (2008) Scenic, Scenic RX4, Avantime, Espace, Vel Satis, Kangoo, Kangoo (2003), Kangoo (2008), Trafic, Master, Mascott, Bebop, Fluence, Wind (2004 Concept), F1 R202
- Škoda: Fabia WRC
- Smart: ForTwo, Roadster
- Subaru: Impreza WRC
- Suzuki: Swift Super 1600
- Volkswagen: Golf V GTi, Golf VI, Golf VI GTi, Passat Variant, Passat CC, Fox, Polo (2009), Eos, Tiguan, Scirocco, Race Touareg, Race Touareg II, Concept A, Concept C, Concept T, Concept R, Concept Tiguan, Concept Iroc, Eco Racer, Concept Up!, Concept Space Up!

### 1:64
In 2006 introduceert Norev de lijn 1:64. Gedetailleerde modellen van de volgende merken:
- Chrysler: 300C, Crossfire, ME 4.12
- Dodge: Charger, Magnum, Viper
- General Motors: Firebird I (1954), Firebird II (1956), Firebird III (1958), Futurliner
- Hummer: H1, H2 SUT, H2 SUV

### 1:87
Sinds de jaren zestig maakt Norev ook miniatuurauto's voor de H0-modelspoorbaan.

## Gebruikte schalen
Gedurende de productie van de automodellen werd in de loop van de tijd gebruikgemaakt van de schalen:
- 1:10
- 1:12
- 1:18
- 1:20
- 1:21
- 1:32
- 1:42
- 1:43
- 1:50
- 1:64
- 1:66
- 1:84
- 1:86
- 1:87

Het modellenscala van Norev anno 2020 is leverbaar in de schalen:
- 1:12
- 1:18
- 1:43
- 1:64
- 1:87

Abrex ·
Action ·
Agat ·
AHC Models ·
Amalgam ·
AWM ·
Apek ·
Artitec ·
Aurometal ·
Autoart ·
B-A-C ·
Bandai ·
Barlux ·
Best box ·
Bburago ·
BGM ·
Biante ·
Blue Box ·
Brami ·
Brekina ·
Britains ·
Buby ·
Budgie ·
Bymo ·
Cararama ·
Carex ·
Carisma ·
Carson ·
Charbens ·
Champion ·
CM's ·
Compact Specials Europe ·
Conrad ·
Corgi ·
Darda ·
DeAgostini ·
De Backer ·
Diamond Label ·
Dinky Toys ·
Doorkey ·
Edocar ·
Efsi ·
Eko ·
Elekon ·
Eligor ·
Ellas ·
ERTL ·
Espewe ·
Estetyka ·
Exoto ·
Faller ·
Galgo ·
Gama ·
Gasquy ·
Gisima ·
GMP ·
Greenlight ·
Grell ·
Guiloy ·
Guisval ·
Hasegawa ·
Herpa ·
Highspeed ·
Holland Oto ·
Hongwell ·
Hot Wheels ·
Husky ·
Igra ·
Italeri ·
J.M.K. ·
Jada Toys ·
Joal ·
Johnny Lightning ·
Jouef ·
Joy city ·
Kaden ·
KEES ·
Kenner ·
Kentoys ·
Konami ·
KOVAP ·
Kyosho ·
LEGO ·
Lesney ·
Limocars ·
Lion Toys ·
Lledo ·
Lone Star ·
Maisto ·
Majorette ·
Märklin ·
Marx ·
Matchbox ·
Mebetoys ·
Mercury ·
Metchy ·
Miho ·
Miniauto ·
MiniChamps ·
Mira ·
Monogram ·
Monti System ·
Morestone ·
MotorMax ·
Muky ·
Neo Scale Models ·
New Ray ·
Norev ·
Norscot ·
Novoexport ·
NZG ·
Onyx ·
Oxford Diecast ·
Permot ·
Pilen ·
Pioneer ·
Plasticart ·
Playart ·
Pocher ·
Poliguri ·
Polistil ·
Politoys ·
Portegies ·
Premium Classixxs ·
Racing Champions ·
Radon ·
Rainbow Toys ·
R.A.M.I. ·
Realtoy ·
Real-X ·
Redbox ·
REI ·
Replicars ·
Retro 43 ·
Revell ·
Rietze ·
Rivarossi ·
Road Signature ·
Roco ·
Ros ·
RW Modell ·
Sablon ·
Safir ·
Schabak ·
Schuco ·
SEBA ·
Septoy ·
Shelby Collectables ·
SIKU ·
Směr ·
Solido ·
Spark ·
Speedy ·
Summer ·
Tamiya ·
Tantal ·
Tekno ·
Tematoys ·
Tin Toys ·
Tomica ·
Tonka ·
Tootsietoy ·
Tuf Tots ·
Universal Hobbies ·
Valvoline ·
Vemi ·
Welly ·
Wiking ·
Winner ·
Wörlein ·
WSI ·
X-concepts ·
Yatming ·
Yaxon ·
Yow Modellini ·
Zee toys ·
Zylmex